# Walderbach
Walderbach település Németországban, azon belül Bajorországban. Lakosainak száma 2397 fő (2023. december 31.).

## Népesség
A település népessége az elmúlt években az alábbi módon változott:
| Lakosok száma | 421  | 816  | 1584 | 1731 | 2058 | 2071 | 2136 | 2138 | 2306 | 2397 |
|               | 1875 | 1950 | 1975 | 1987 | 2012 | 2014 | 2016 | 2017 | 2021 | 2023 |